# Велошоссейный кубок Германии
Велошоссейный кубок Германии (спонсорское название: нем. TUI-Cup) — сезонный турнир из самостоятельных шоссейных немецких велогонок проводившийся с 2006 по 2009 год.

## История
Соревнование было создано в 2006 году.
В его календарь входили немецкие однодневные и многодневные гонки одновременно входившие в календари UCI Pro Tour или UCI Europe Tour и имеющие категорию PT, .HC или .1, а также Чемпионат Германии в групповой (RR) и индивидуальной (ITT) гонках. Это позволяло выступать на всех гонках только командам категории ProTeam и проконтинентальным командам, континентальные команды могли участвовать только в гонках Европейского тура. Количество гонок менялось каждый год.
По итогам сезона разыгрывается только одна классификация — индивидуальная. , в которой учитывались все гонщики независимо от национальности.
Также в те же года проводились аналогичные турниры среди женщин, андеров (U-23) и юниоров (U-19) имевшие свои календари и системы начисляемых очков.
Спонсором выступала немецкая туристическая компания TUI Group.

### Гонки
В разные годы в календарь Кубка входили следующие гонки: 
- Ваттенфаль Классик
- Гран-при Триберг-им-Шварцвальда
- Регио–Тур
- Тур Баварии
- Тур Бохума
- Тур Германии
- Тур Кёльна
- Тур Мюнстера
- Тур Нижней Саксонии
- Нойзеенланд Классик
- Тур Нюрнберг
- Тур Саксонии
- Тур Рейнланд-Пфальца
- Тур Трёх земель
- Тур Хайнлайте
- Эшборн — Франкфурт
- Чемпионат Германии по шоссейному велоспорту

## Регламент
Приведён регламент 2006 года.

### Индивидуальная классификация
Гонщики получали очки за итоговые места по итогам гонки которые зависели от категории гонки или дисциплины чемпионата. Учитывались все гонщики не зависимо от национальности. Итоговая классификация по убыванию набранных очков в течение сезона. 
| Гонка / Место | 1   | 2  | 3  | 4  | 5  | 6  | 7  | 8  | 9  | 10 | 11 | 12 | 13 | 14 | 15 |
| PT            | 100 | 80 | 60 | 50 | 40 | 30 | 27 | 24 | 21 | 18 | 15 | 12 | 9  | 7  | 6  |
| .HC           | 75  | 50 | 35 | 30 | 27 | 24 | 21 | 18 | 15 | 12 | 9  | 7  | 6  | 6  | 6  |
| .1            | 50  | 35 | 25 | 20 | 18 | 16 | 14 | 12 | 10 | 8  | 6  | 5  | 3  | 3  | 3  |
| RR            | 100 | 80 | 60 | 50 | 40 | 30 | 27 | 24 | 21 | 18 | 15 | 12 | 9  | 7  | 6  |
| ITT           | 50  | 35 | 25 | 20 | 18 | 16 | 14 | 12 | 10 | 8  | 6  | 5  | 3  | 3  | 3  |

## Призёры
| Год  | Победитель    | Второй           | Третий         |
| ---- | ------------- | ---------------- | -------------- |
| 2006 | Йенс Фогт     | Геральд Циолек   | Эрик Цабель    |
| 2007 | Йенс Фогт     | Геральд Циолек   | Фабиан Вегман  |
| 2008 | Кристиан Кнес | Фабиан Вегман    | Геральд Циолек |
| 2009 | Фабиан Вегман | Хайнрих Хаусслер | Геральд Циолек |